# Teoria filmu
Teoria filmu – dyscyplina humanistyczna z obszaru filmoznawstwa, koncentrująca się wokół rozważań na temat filmu i jego funkcjonowania w obrębie kultury. Teoretycy filmu zajmują się między innymi refleksją na temat estetyki filmu, właściwości procesu komunikacji filmowej, psychologicznych uwarunkowań odbioru dzieła i emocjonalnego zaangażowania widza w film. Teoria filmu jest interdyscyplinarna, gdyż zaangażowani w nią badacze odwołują się do metod wypracowanych na gruncie innych dyscyplin, takich jak: literaturoznawstwo, językoznawstwo, psychologia, czy antropologia.
Teoria filmu na początku była tworzona przez samych twórców filmowych, którzy zajmowali się teoretyczną refleksją na temat swoich dzieł (np. twórcy tzw. radzieckiej szkoły montażu jak Siergiej Eisenstein czy Wsiewołod Pudowkin, czy francuscy impresjoniści jak Jean Epstein). Drugi nurt badań nad filmem należał do teoretyków, dla których film nie był głównym nurtem badań. Dopiero w latach 60. teoria filmu stała się odrębną dziedziną, dając możliwość akademickich badań nad kinem. Tutaj też teoria filmu wraz z historią myśli filmowej stały się ściśle powiązanymi dziedzinami filmoznawstwa. 

## Kierunki badań
W dziejach teorii filmu można wyróżnić z grubsza trzy główne okresy w sposobie jej uprawiania.
W pierwszych dekadach kształtowania się filmowych środków wyrazu dominowały teorie esencjalistyczne (od 1895 do ok. 1950). Były one dość rozległe pod względem przyjmowanych stanowisk i metod, lecz łączyło je dążenie do uzyskania odpowiedzi na pytanie o istotę (esencję w rozumieniu arystotelesowskim) kina, jego funkcję oraz na jego związki ze sztuką. Reprezentantami tego okresu są pionierzy i klasycy myśli filmowej: Bolesław Matuszewski, Václav Tille, Riciotto Canudo, Karol Irzykowski, Hugo Münsterberg, Béla Balázs, Wsiewołod Pudowkin, Rudolf Arnheim, André Bazin.
Kolejnym etapem rozwoju teorii filmu był okres teorii systemowych, nazywanych też wielkimi teoriami, dążących do ustalenia pewnego rygoru metodologicznego. Miały one swoje źródło w rozważaniach filmologów francuskich lat 50. i 60., za których sprawą do teorii filmu przeniknęła zasada posługiwania się zdobyczami różnych dziedzin nauki w celu wyjaśnienia zjawisk związanych z filmem. W tym czasie wiodącym nurtem jest strukturalizm: badania kina jako języka (nawiązanie do językoznawstwa strukturalnego) oraz strukturalistyczny marksizm, zainspirowany badaniami Louisa Althussera, określający kino jako formę i wyraz ideologii.
Teorie systemowe osiągają swoje apogeum i zarazem kres w latach 70., wraz z nadejściem poststrukturalizmu. Wówczas pojawia się radykalna teoria feministyczna, rozwijana jest także teoria psychoanalityczna (w interpretacji Jacques'a Lacana) zajmująca się badaniem filmu przez pryzmat widza.
Od lat 80. do dziś następuje odejście od idei wielkich teorii kina. Powstaje model teoretyzowania fragmentarycznego (ang. piecemeal theorizing). Zakłada on rezygnację z opisywania zjawiska kina w sposób całościowy i zwrot w stronę analizowania konkretnych aspektów filmów. W nurt ten wpisują się między innymi neoformaliści oraz kognitywiści, odrzucający rozważania nad abstrakcyjnymi ideami na rzecz analiz i badań empirycznych.